# アイザック・デ・ライマー
アイザック・デ・ライマー（Isaac De Reimer）は、1700年から1701年までニューヨーク市長を務めた人物。
オランダ系の商人であった。ライマー家はニューヨークで最も古い家系の一つであり、アイザックは同じく市長を務めたコーネリアス・ヴァン・スティーンウィックの甥として知られる。
ブロンクス区のデ・ライマー・アヴェニュー（De Reimer Avenue）は彼にちなんでいる。